# Vindenergi i Danmark
Vindenergi i Danmark omfatter den bæredygtige energi, som bliver høstet fra vind.
Danmark har været pioner indenfor udvikling af kommerciel vindenergi helt tilbage i 1970'erne. Mange af verdens vindmøller er produceret af danske producenter såsom Vestas og Siemens Wind Power sammen med mange komponentleverandører.
I 2012 vedtog den danske regering en plan om at øge andelen af elproduktion fra vind til 50% i 2020, og til 84% i 2035.
Dansk vindproduceret elektricitet var 16-17 TWh i 2020, svarende til 57,5 % af Danmarks samlede elproduktion.

## Historie
Den danske opfinder Poul la Cour eksperimenterede, underviste og byggede vindprojekter omkring år 1900. Danmark manglede ressourcer under 2. verdenskrig. FLSmidth & Co. A/S ønskede lokalproduceret energi, og bestilte vinger til sine omkring tyve styk FLS-Aeromotorer á 50-70 kW hos Skandinavisk Aero Industri. En af dem stod nogle meter ude i havet ud for Nexø.
Jean Fischers plusenergihus i Tommerup konstrueret i 1970'erne havde en husstandsvindmølle, der producerede elektricitet til hans eget forbrug, herunder en elbil. Tvindmøllen på 1 MW blev rejst i 1978.
Da bekymringerne for global opvarmning voksede i 1980'erne, havde Danmark et forholdsvis højt kuldioxidudslip per indbygger, primært som følge af de kulfyrede elkraftværker efter oliekriserne i 1970erne. Vedvarende energi blev et naturligt valg for Danmark, hvilket både mindskede afhængigheden af andre landes energi og mindskede kuldioxidudslippet. I 1988 vedtog Danmark som en målsætning at skære kulstofemissionerne ned med 22% inden 2005. Den 29. marts 1985, et år før Tjernobyl-katastrofen, vedtog Danmark en lov, der forbyder opførelsen af atomkraftværker. I forløbet havde den danske græsrodsbevægelse en væsentlig rolle. Den danske anti-kernekraft bevægelses (OOA) smilende solikon, "Atomkraft, Nej Tak", blev delt i hele verden, og de vedvarende alternativer blev fremmet af Organisationen for Vedvarende Energi (OVE).
Planlægningen af vindenergi blev effektiviseret af myndighederne.
Mange lande forsøgte at støtte grøn teknologi som f.eks. vindkraft, men for de fleste lykkedes det ikke at gøre det til en levedygtig industri.[kilde mangler] Det danske system var dog en undtagelse.
I 1998 var der omkring 5.000 vindmøller i Danmark, og det antal har været nogenlunde konstant siden. Størrelsen er steget, så en gennemsnitlig mølle er 1,2 MW på land, og 3,8 MW på hav i 2024.
I 2009 voksede Danmarks vindmøllekapacitet til 3.482 MW, hvor det meste af stigningen kom fra Horns Rev 2 Havmøllepark Havmøllepark på 209 MW, som blev indviet den 17. september 2009 af kronprins Frederik. I 2010 voksede vindmøllekapaciteten til 3.752 MW, og det meste af årets stigning kom fra Rødsand-2 havmøllepark. I 2014 kom den største stigning på 400 MW fra Anholt vindmøllepark.
Den 22. marts 2012 blev en sammenslutning af politiske partier, der repræsenterer 95% af alle medlemmer af det danske folketing, enige om at den danske stat vil øge landets havmøllekapacitet med 1.500 MW. Det meste af de 1.500 MW ekstra kapacitet blev opnået ved at konstruere havmølleparkerne Horns Rev 3 på 400 MW i Nordsøen, og Kriegers Flak havmøllepark på 600 MW i Østersøen. Otte grupper søgte om prækvalifikation til Kriegers Flak. Horns Rev 3 blev færdiggjort i 2019, mens Kriegers Flak blev åbnet i September 2021, og de to Vesterhav-parker på ialt 350 MW var i drift i 2024.

## Vindressourcer
Danmark har relativt beskedne gennemsnitlige vindhastigheder, som går fra 4,9 m/s til 5,6 m/s i 10 meter højde. Vindforholdene er bedst i den vestlige del af landet samt på de øer med kyster mod syd eller vest. Danmark har også meget store havbaserede vindressourcer, og store dele af havet har en lav vanddybde på 5-15 meter, hvor placering af vindmøller er lettest. Disse steder tilbyder højere vindhastigheder, som går fra 8,5 m/s til 9,0 m/s ved 50 m højde. Vindressourcerne over Danmark blev kortlagt i 1999 af EMD International A/S og Forskningscenter Risø. Kortlægningen blev foretaget ved hjælp af modeller i WindPRO og WAsP. Resultatet blev brugt på over 1.200 vindmøller på landsplan.
Analytikere forventer, at prisen på vindkraft kommer til at være 30 øre/kWh, og dens håndteringsomkostningerne bliver 15 øre/kWh, hvilket er billigere end kul og naturgas, som mindst koster 55 øre/kWh. På grund vanskeligheden ved at håndtere de varierende olie- og kulpriser, bliver vindkraft billigere.

## Evner og produktion
I 2019 havde Danmark over 6 GW vindmøller. I slutningen af 2014, var Danmarks vindmøllekapacitet på 4,8 GW. Det var en stigning fra 2005, hvor dansk vindmøllekapacitet var på 3.127 MW, og der produceredes 23.810 TJ (6,66 TW·h) elektricitet. I 2009 voksede Danmarks vindmøllekapacitet til 3.482 MW, hvor meste af stigningen kom fra 209 MW Horns Rev 2 Havmøllepark.
Dansk vindkraft svarede til 33% af Danmarks samlede elforbrug i 2013 og 39% i 2014.
Danmark har en af de største procentvise produktion af vindkraft i verden. Produktionen i 2014 var 39% af det samlede elforbrug. I januar måned 2014 udgjorde produktionen over 61% af det samlede elforbrug. Måneden med laveste andel af elforbrug var i juli 2014 med kun 23%.
| År                                                  | 1970  | 1971  | 1972  | 1973  | 1974  | 1975  | 1976  | 1977  | 1978  | 1979  |
| --------------------------------------------------- | ----- | ----- | ----- | ----- | ----- | ----- | ----- | ----- | ----- | ----- |
| Installeret vindkapacitet (kW)                      |       |       |       |       |       |       |       | 52    | 813   | 1.090 |
| Elektricitet genereret (MW·h)                       |       |       |       |       |       |       |       |       | 120   | 240   |
| 1980'erne                                           |       |       |       |       |       |       |       |       |       |       |
| År                                                  | 1980  | 1981  | 1982  | 1983  | 1984  | 1985  | 1986  | 1987  | 1988  | 1989  |
| Installeret vindkapacitet (MW)                      | 2,7   | 6,3   | 10,6  | 14,3  | 19,8  | 47,0  | 72,4  | 111,9 | 190,3 | 246,7 |
| Elektricitet genereret (GW·h)                       | 2     | 5     | 12    | 19    | 26    | 44    | 104   | 154   | 266   | 398   |
| 1990'erne                                           |       |       |       |       |       |       |       |       |       |       |
| År                                                  | 1990  | 1991  | 1992  | 1993  | 1994  | 1995  | 1996  | 1997  | 1998  | 1999  |
| Installeret vindkapacitet (MW)                      | 326   | 393   | 436   | 468   | 521   | 600   | 814   | 1.123 | 1.438 | 1.753 |
| Elektricitet genereret (TW·h)                       | 0,57  | 0,68  | 0,83  | 0,92  | 1,06  | 1,09  | 1,19  | 1,89  | 2,76  | 3     |
| 2000'erne                                           |       |       |       |       |       |       |       |       |       |       |
| År                                                  | 2000  | 2001  | 2002  | 2003  | 2004  | 2005  | 2006  | 2007  | 2008  | 2009  |
| Installeret vindkapacitet (MW)                      | 2.390 | 2.497 | 2.890 | 3.116 | 3.123 | 3.127 | 3.135 | 3.124 | 3.163 | 3.482 |
| Elektricitet genereret (TW·h)                       | 4,22  | 4,31  | 4,86  | 5,56  | 6,58  | 6,61  | 6,11  | 7,14  | 6,98  | 6,72  |
| Vindkraft andel af den indenlandske elforsyning (%) | 12,1  | 12,2  | 13,9  | 15,8  | 18,5  | 18,5  | 16,8  | 19,7  | 19,1  | 19,3  |
| 2010'erne                                           |       |       |       |       |       |       |       |       |       |       |
| År                                                  | 2010  | 2011  | 2012  | 2013  | 2014  | 2015  | 2016  | 2017  | 2018  | 2019  |
| Installeret vindkapacitet (MW)                      | 3.752 | 3.927 | 4.162 | 4.792 | 4.855 | 5.070 | 5.229 | 5.475 | 6.131 | 6.128 |
| Elektricitet genereret (TW·h)                       | 7,81  | 9,77  | 10,27 | 11,12 | 13,08 | 14,13 | 12,78 | 14,78 | 13,90 | 16,15 |
| Vindkraft andel af den indenlandske elforsyning (%) | 20,2  | 28    | 33,7  | 32,2  | 40,9  | 49,2  | 42,5  | 48,6  | 46,1  | 55,2  |
| Vindkraft andel i det nationale elforbrug (%)       | 21,9  | 28,2  | 29,9  | 32,7  | 38,6  | 42    |       |       |       |       |

### Rekorder
Idet Danmark fortsætter med at installere ekstra kapacitet, produceres stadig mere el fra vind. Dette er en naturlig følge af vækst i kapacitet. Flere gange har døgnproduktionen været højere end døgnforbruget.
Den 9. juli 2015 om aftenen, resulterede usædvanligt stærke vindforhold i at 116% af det nationale elforbrug blev produceret af vindmølleparker og klokken 03:00 næste morgen ved lav efterspørgsel, steg elproduktionen fra vindkraft til 140% af efterspørgslen.

### Fremtidige vindmølleparker i Danmark
Ud over havprojekterne forventes yderligere 500 MW at blive konstrueret i en af vindmølleparkerne i 2020. De 500 MW yderligere nettokapacitet er det forventede resultat af ophugning af 1.300 MW kapacitet fra forældede vindmøller kombineret med den samtidige konstruering af 1.800 MW med moderne vindmøller - en proces også kendt som 'repowering'.
Hertil kommer seks kystnære vindmølleparker, med en samlet kapacitet på op mod 450 MW, til at blive bygget sammen med en 50 MW havmølleforsøgspark. Nogle af de kystnære vindmølleparker forventedes færdige i omkring år 2021, de to Vesterhav Syd&Nord var dog først indviet i 2024.
Thor Havvindmøllepark på 1 GW starter byggeri i 2025 og forventes færdig i 2027, mindst 22 km vest for Thorsminde ved Nissum Fjord. Den består af 72 styk 14 MW Siemens-møller, og kobles til ved Holstebro.
I Februar 2021 vedtog et bredt Folketing at opføre en såkaldt energi-ø i Nordsøen til 210 mia. kr. som kan forbinde 3-10 Gigawatt nye havvindmøller med flere lande, samt anlægge et mindre knudepunkt på Bornholm. Folketinget vedtog i 2023 at staten skal eje 20% af 6 kommende havmølleparker som kan medfinansiere energi-ø. I december 2024 endte et udbud af 3 af parkerne uden resultat.

### Eleksport fra Danmark
Den årlige vindkraftproduktion svarede i 2014 til ca. 39 % af elforbruget i Danmark. Andelen af det der faktisk forbruges i Danmark indeholder meget uenighed, da man bruger den norske vandkraft som elnetsopbevaring - Danmark har mest vind efterår og vinter hvor Norges forbrug er højest. Omvendt har Norge meget vandkraft om sommeren hvor bjergsneen smelter, og hvor europæisk solkraft er størst.
Påstande om op til 40 % af vindkraft eksporteres, imødegås med påstande om, at kun 1% blev eksporteret. I henhold til første påstand er argumentet at elektricitet udover den umiddelbare efterspørgsel bliver eksporteret til Tyskland, Norge, Sverige og Holland. I henhold til den anden påstand er sammenhængen mellem eksport og vindenergi svag, og et lignende sammenhæng eksisterer med konventionelle varmeanlæg. Desuden importeres tilsvarende blanding af energikilder fra nabolande. I mellemtiden viser uforpligtende analyser, at eksporten fra Danmark typisk sker som følge af ordenseffekt, som sker når store varmeanlæg har reservekapacitet til tider hvor markedsprisen på elektricitet er høj. Under alle omstændigheder er eksportprisen den mellemliggende mellem priserne på de to områder, så Energinet anvender overskud til at lindre tariffer på omkring 500 millioner kroner om året.

## Økonomi

### Vindmølleindustri
Den danske vindmølleindustri er verdens største. Omkring 90 % af den nationale vindmølleproduktion eksporteres, og danske virksomheder tegnede sig for 38 % af vindmølleverdensmarkedet i 2003, hvor industrien beskæftigede omkring 20.000 mennesker og havde en omsætning på ca. 22,4 milliarder kroner. Afkastet af investeringer faldt fra nær 20 % før finanskrisen, til 10 % nogle år senere. I 2014 var omsætningen 84 mia. kr.
De største vindmølle-fabrikanter med produktionsanlæg i Danmark er Vestas og Siemens Wind Power.
Udviklingen af vindkraft i Danmark har været præget af et tæt samarbejde mellem offentligt finansieret forskning og erhvervslivet på centrale områder som forskning og udvikling, certificering, afprøvning og udarbejdelse af normer. For eksempel gik et stort antal små danske virksomheder i 1980'erne, i gang med at udvikle vindmøller til at sælge til Californien, og DTU Risø Campus fastsatte testfaciliteter og certificeringsprocedurer. Disse resulterede i pålidelige produkter og en hurtig udvidelse af den danske vindmølle industri. Udstyr testes i Nationalt testcenter for store vindmøller i Østerild, i Blade Test Centre (Blaest) i Aalborg, Lindø Industripark, på Risø og andre steder.

### Kritik af vindmølleindustriens indvirkning på økonomi
I 2009 iværksatte Institute for Energy Research den danske tænketank CEPOS (Center for Politiske Studier) til at lave en rapport om Danmarks eksport af elektricitet og de økonomiske konsekvenser af den danske vindmølleindustri. Denne stærkt kritiserede rapport hævder at danskerne betaler de højeste private elsatser i Den Europæiske Union (for det meste for offentlige indtægter, men til dels for at støtte vindenergi), og at omkostningerne for at spare et ton kuldioxid mellem 2001 og 2008 i gennemsnit kostede 647 kroner. Det anslås også, at 90 % af vindmølleindustriens job blev overført fra andre teknologiske industrier, og anslår at det danske bruttonationalprodukt er 1,8 milliarder lavere end den ville have været uden vindindustriens tilskud på 1,7-2,6 milliarder kroner årligt fra 2001 til 2005. Rapporten blev senere stærkt kritiseret. For det første hævdede det danske ingeniør-magasin Ingeniøren, at rapporten er bestilt og betalt af den amerikanske olie- og kulindustri gennem IER. Senere skrev flere danske forskere og professorer fra alle de tekniske universiteter i Danmark en fælles modreaktion på rapporten. Rapporten fra CEPOS blev endda bragt til efterretning hos regeringen, hvor klima- og energiminister Lykke Friis bragte det arbejde som CEPOS havde lavet i miskredit.

### Vindmøllelav
For at fremme investeringer i vindkraft, var familier tilbudt en skattefritagelse til at generere deres egen elektricitet inden for deres egen eller nærliggende kommune. Mens dette kan indebære at købe en vindmølle direkte, købte familier oftere andele i vindmøllelav, som så derefter investerede i lokalsamfundets vindmøller. I 1996 var der omkring 2.100 sådanne andelsselskaber i Danmark. Meningsmålinger viser, at dette direkte engagement har hjulpet populariteten af vindmøller til at 86 % af danskerne støtter vindenergi i stedet for de eksisterende brændselskilder.
Vindmøllelavenes rolle er ikke begrænset til enkelte vindmøller. Middelgrundens Havvindmøllepark  – med 20 vindmøller, var den største havvindmøllepark i verden da den blev bygget tilbage i 2000 – er 50 % ejet af de 10.000 investorer fra Middelgrundens Vindmøllelav, og 50 % af det kommunale forsyningsselskab, og tilsvarende arrangement findes for Avedøreværkets nærkyst vindmøller.
I 2001 var 100.000 familier tilknyttet til et vindmøllelav, hvilke havde installeret over 86 % af daværende vindmøller i Danmark. I 2004 var over 150,000 enten medlemmere eller ejere af vindmøller, og omkring 5.500 vindmøller var blevet installeret, dog havde den øgede privatejede sektor resulteret i at den andel, der var ejet af lav var faldet til 75 %. Lavmodellen har også spredt sig til Tyskland og Holland.

#### Samsø Ø
Samsø opførte 11 styk én-megawatt, landbaserede vindmøller i 2000, efterfulgt af ti havbaserede 2,3 MW vindmøller som blev afsluttet i 2003. Sammen med andre foranstaltninger for vedvarende energi, opnåede denne lille ø med knap 4.000 beboere berømmelse, og hævdede at det var den største kulstof-neutrale løsning på Jorden. Denne påstand udnytter den generelle debat, om at man kan negligere carbon-dioxid og anden forurening fra fossilbrændstofforbrug, (biler, elektricitet, opvarmning af huse, m.v.) hvis den gennemsnitlige årlige elproduktion fra vedvarende kilder er højere end den samlede energi der forbruges.